# Meschugge (Spiel)
Meschugge ist ein Karten- und Würfelspiel der Amigo Spiel + Freizeit GmbH, das 1988 zum ersten Mal auf den Markt gebracht wurde. Im Jahr 2009 erschien das Spiel erneut in einer grafischen und bezüglich der Contra-Regel auch inhaltlichen Überarbeitung.

## Spielregeln
Das Spiel kann mit bis zu vier Mitspielern gespielt werden und besteht aus fünf Kartensätzen mit insgesamt 66 Karten, einem Spielwürfel mit den Wörtern „Wort“ und „Farbe“ und einem Satz Zählchips, mit denen der Punktestand festgehalten wird (rote Chips für einen Punkt, schwarze für zwei). Ziel des Spiels ist es, abhängig vom Würfelwurf möglichst viele Kommandokarten mit den eigenen Handkarten korrekt und schnell zu bedienen.

### Spielweise
Zu Beginn des Spiels erhält jeder der Mitspieler einen vollständigen und nummerierten Kartensatz aus 12 Karten. Ein weiterer Kartensatz ohne Rückennummer enthält die Kommandokarten und wird gemischt verdeckt in die Tischmitte gelegt. Außerdem bekommt jeder Mitspieler jeweils zwei rote und einen schwarzen Zählchip. Zu Beginn wird zudem ein Startspieler bestimmt.
Das Spiel ist rundenbasiert, wobei jede Runde gleich abläuft. Zum Beginn der Runde würfelt der Startspieler den Würfel und dreht anschließend die oberste Kommandokarte um. Abhängig von dem Würfelergebnis legen alle Mitspieler so schnell wie möglich eine passende Karte aus den Handkarten verdeckt auf einen Stapel auf oder neben der Kommandokarte ab. Zeigt der Würfel „Farbe“, müssen alle Spieler Karten in der passenden Farbe zum Wort ablegen, zeigt er „Wort“, müssen die Karten das richtige Wort zur Farbe zeigen. Zeigt die Kommandokarte ein Wort in der korrekten Farbe an („meschugge“), darf kein Spieler eine Karte ablegen. Legen einer oder mehrere Mitspieler in diesem Fall eine Karte ab, müssen sie einen Zählchip abgeben.
Eine Karte, die genau gegenteilig in der Wort-Farbe-Kombination zu einer ausgelegten Kommandokarte ist, heißt Contra-Karte. Bezüglich der Contra-Karten unterscheiden sich die Regeln der beiden Spielversionen. Nach der Spielversion von 1988 kann ein Spieler eine Contra-Karte legen und zugleich „Contra“ rufen. Er bekommt dann drei Punkte, wenn er der erste korrekte Kartenleger war und damit den Stich erhält. Vergisst er, „Contra“ zu rufen, zählt die Karte wie üblich nur einen Punkt, und wenn er eine falsche Karte mit „Contra“ ankündigt, verliert er sogar einen Zählchip unabhängig von seiner Position im Stapel. In der Version von 2009 darf eine Contra-Karte nie gelegt werden und der Spieler, der es versehentlich tut, muss einen Chip abgeben.

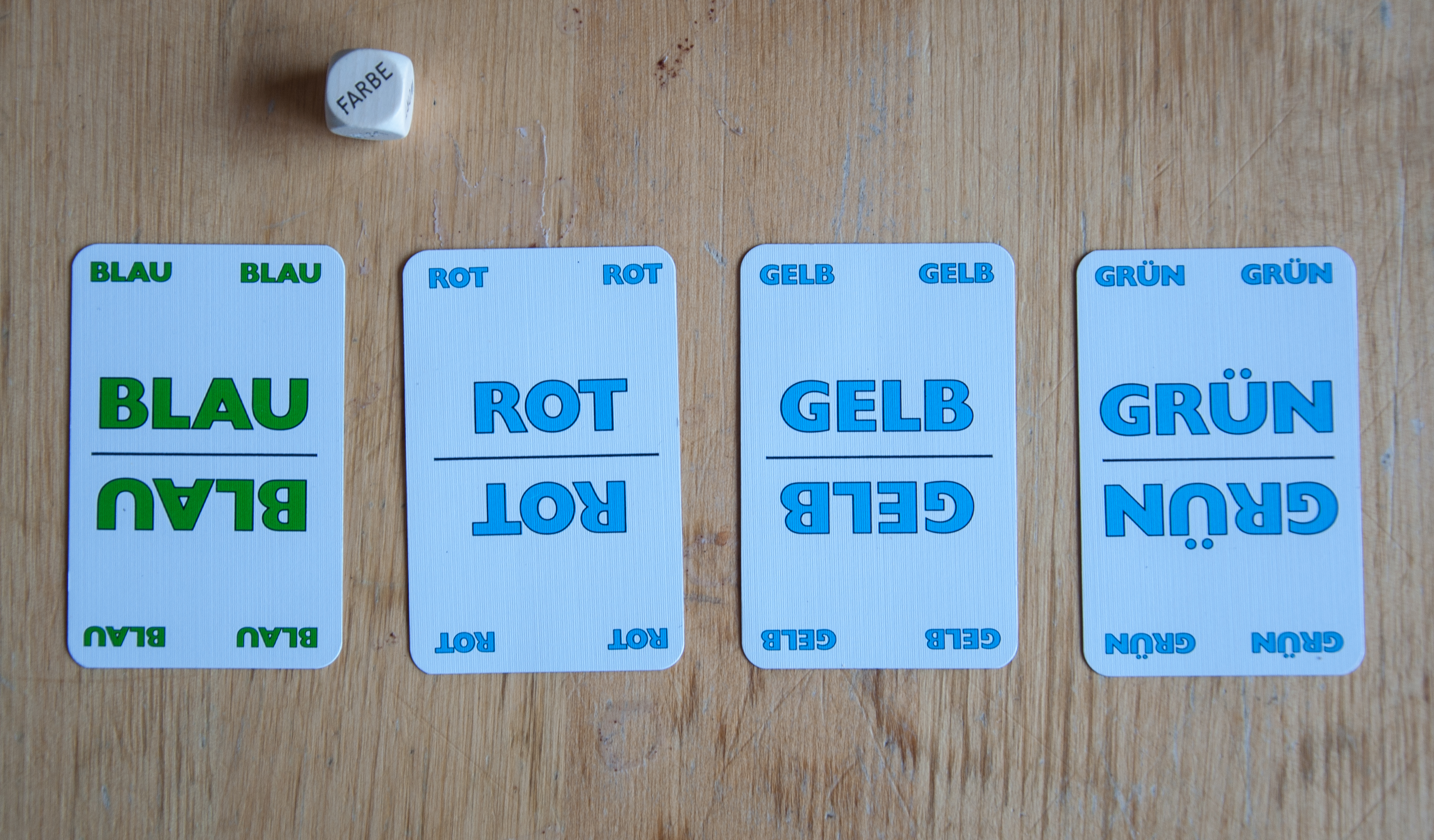
„Farbe“ – die Karten müssen die passende Farbe zum Wort haben.
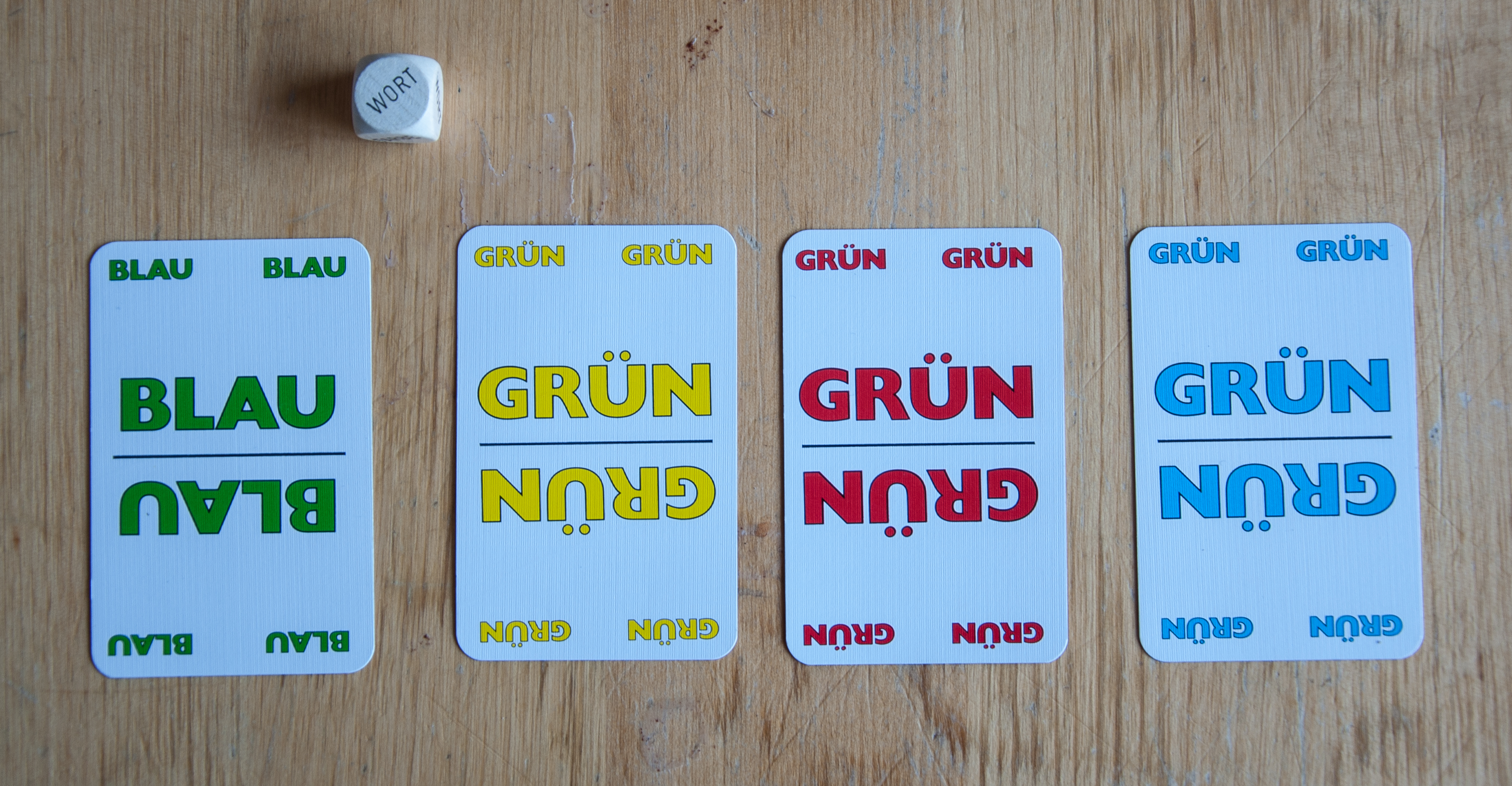
„Wort“ – die Karten müssen das richtige Wort zur Farbe zeigen.
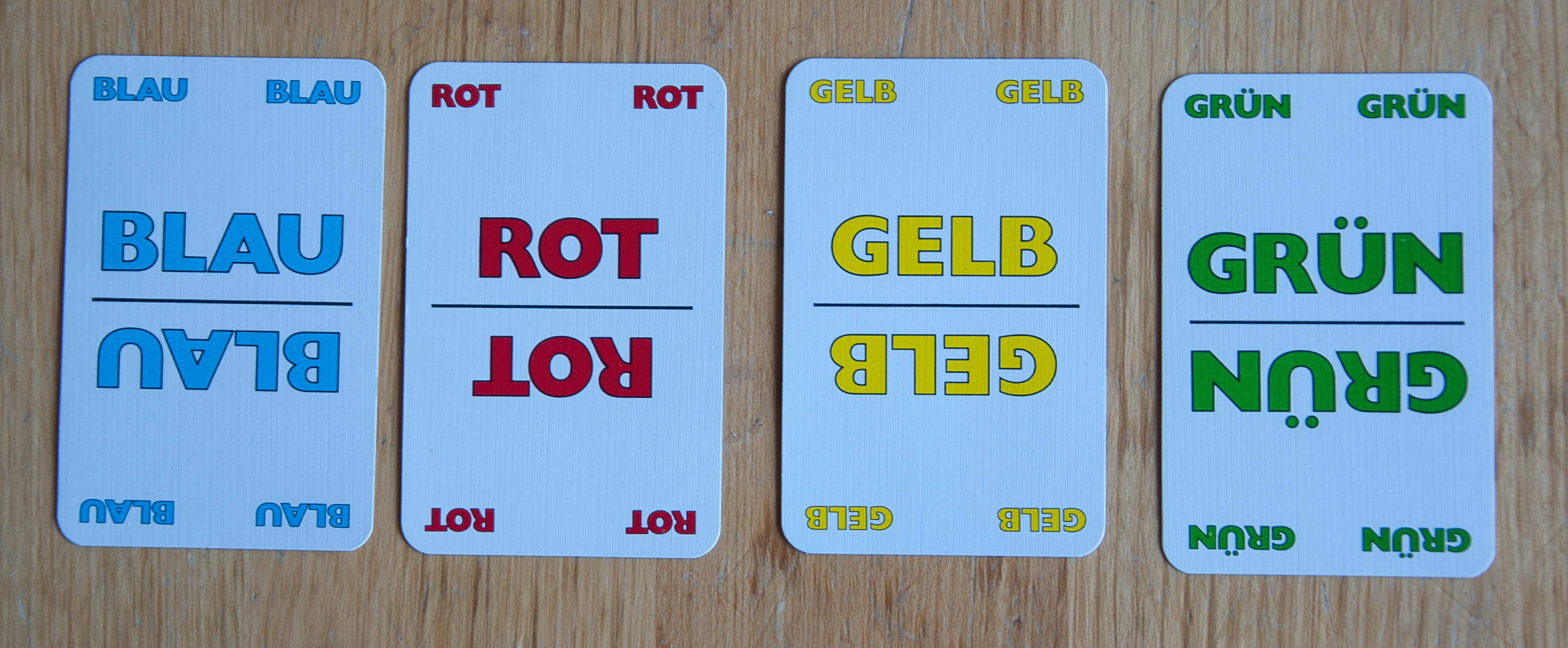
Meschugge-Karten
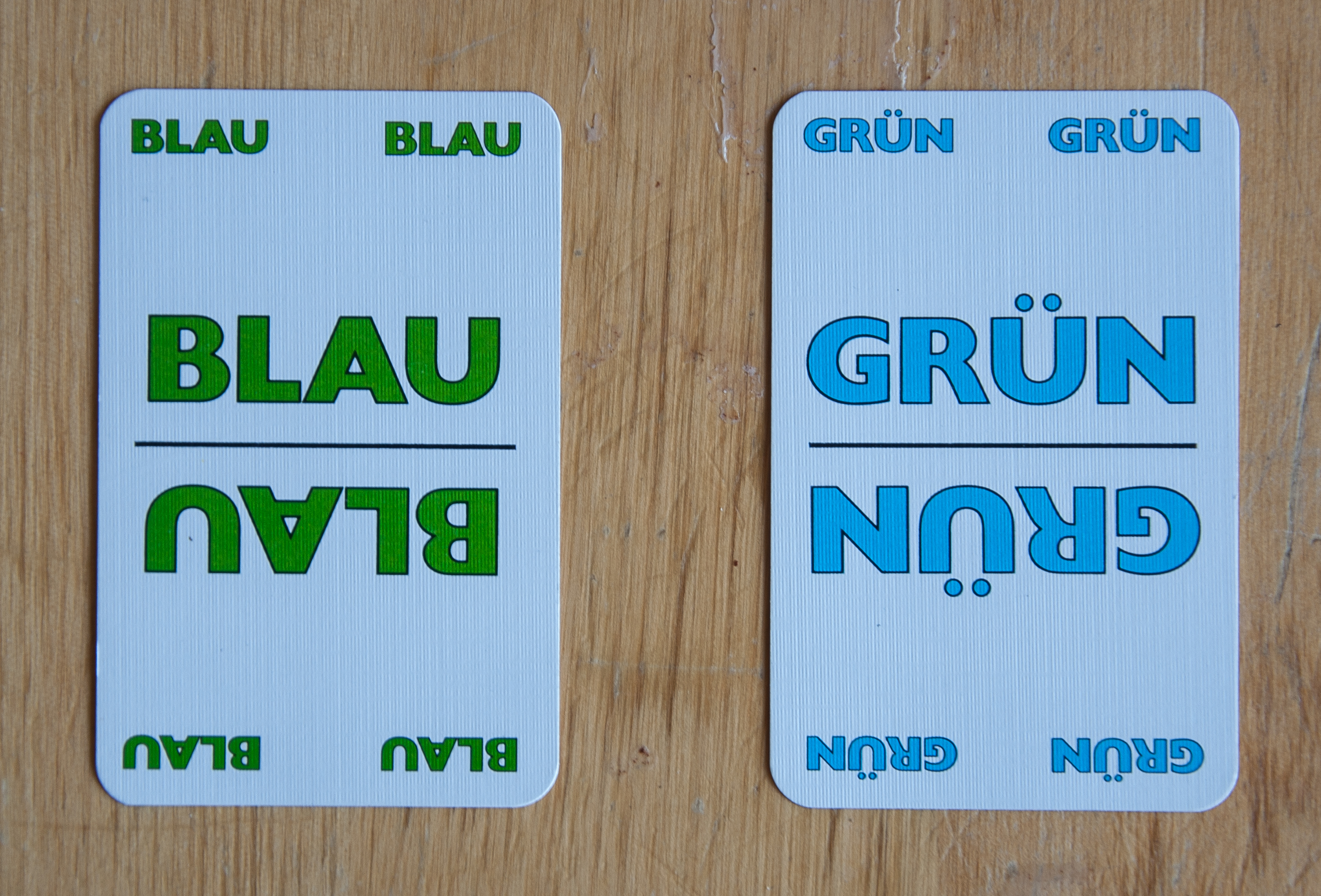
Contra-Paar

Sobald der letzte Spieler eine Karte gespielt hat, wird der Stapel umgedreht und ausgewertet. Gewonnen hat der Spieler, der am schnellsten eine richtige Karte geworfen hat, dieser erhält einen Zählchip. Hat kein Spieler eine korrekte Karte abgelegt, erhält der Startspieler der Runde einen Chip. Die ausgespielten Karten werden wieder auf die Hand genommen und der nächste Spieler im Uhrzeigersinn ist der neue Startspieler.
Gewinner des Spiels ist der Spieler, der nach der letzten Runde die meisten Zählchips hat.

### Varianten
Sowohl in der Version von 1988 wie auch in der von 2009 wird eine vereinfachte Version für den Start empfohlen. Dabei wird auf den Würfel verzichtet und für einige Runden mit einem festgesetzten Würfelergebnis „Farbe“ oder „Wort“ gespielt.
In der Version von 2009 wird zudem eine vereinfachte Version des Spiels für Kinder vorgeschlagen. Hierbei wird auf den Würfel, auf die Zählchips und auf die Meschugge-Karten verzichtet und die Contra-Karten werden als einzig korrekte Lösung betrachtet. Es werden entsprechend nacheinander die Karten vom Kommandostapel aufgedeckt und die Mitspieler versuchen, möglichst schnell die entsprechenden Contra-Karten zu legen.

## Hintergrund und Ausgaben
Das Spiel wurde 1988 zum ersten Mal von der Amigo Spiel + Freizeit GmbH veröffentlicht. 20 Jahre nach der Erstausgabe wurde im Jahr 2009 eine grafisch überarbeitete Version des Spiels produziert.
Nach den Angaben des Verlags ist das Spiel für zwei bis vier Spieler im Alter von acht bis 108 Jahren geeignet.

## Belege
1. 1 2 3 4 5 6  Spieleanleitung von Meschugge in der Version von 2009 auf brettspiele-report.de
2. 1 2  Spieleanleitung von Meschugge in der Version von 1988
3. ↑  Versionen bei BoardGameGeek